# Csedreg
Csedreg település Romániában, Szatmár megyében.

## Fekvése
Halmitól 5 km-re nyugatra fekvő település.

## Története
Csedreg Árpád-kori település. Nevét 1215-ben említette először oklevél egy idevaló poroszló Cheydreh Iano nevében.
1319-ben Chudrug, 1348-ban Cedrek néven írták.
1271-ben V. István király Fehér Jan kereskedőnek adományozta, mert az sokszor segítette pénzzel és fogságot is szenvedett miatta. Ezt az adományozást IV. László király is megerősítette.
1428-ban Drág vajda fiai: György és Sandrin átiratják IV. László király Csedreg (Heydreh)
birtokra vonatkozó oklevelét.
A 20. század elején Ugocsa vármegye tiszántúli járásához tartozott.
1910-ben 728 lakosából 719 magyar, 9 német volt. Ebből 75 római katolikus, 562 görögkatolikus, 52 izraelita volt.
2002-ben 1062 lakosából 632 magyar, 419 cigány, 11 román volt. 